# Coprosma ernodeoides
Espèce
Classification phylogénétique
Coprosma ernodeoides est une espèce de plantes du genre Coprosma et de la famille des Rubiaceae.